# 广台高速公路
广台高速公路是属于广东一条省级的高速公路，编号: S5，由广明高速公路，高恩高速公路，以及规划的恩平至台山段组成。

## 分段情况

### 广州－高明段
广台高速公路广州化龙—佛山高明段即广明高速公路，起点位于广州市番禺区化龙镇，与广州东二环高速公路连接，止于佛山市高明区更合镇高村，与江罗高速公路及高恩高速公路相接，全长134.924公里，其中大岗 - 潭塱段与莞佛高速公路共线。
该路段分四期建设。首期起于佛山市南海区西樵镇，横贯高明区，经荷城街道、明城镇及更合镇，全长42.06公里，全线采用设计速度100公里/小时的双向六车道高速公路标准，总投资31.4亿元人民币，2009年6月25日通车。为高明区首条高速公路，亦为中国国家高速公路网中莞佛高速公路的并行路段，编号G9411；二期起于佛山市顺德区陈村镇吴家围，终于南海区西樵镇大岗村，全长约42.36公里，途经北滘镇、乐从镇、禅城区南庄镇、南海丹灶镇。全线设计时速100公里/小时，双向六车道，总投资约75亿元人民币，其中北滘－南庄段与佛山一环高速公路共线，已于2014年12月31日通车；三期起于广珠北线高速公路化龍立交，利用番禺区的原金山大道，经南村镇、钟村镇，止于顺德陈村镇吴家围，全长30.8公里，设计行车速度100公里/小时，全线采用六车道高速公路标准建设，项目总投资估算约58亿元人民币， 已于2015年12月31日通车；四期起于高明区更合镇白石，经万屋、船田，终于高村与深罗高速公路和高恩高速公路相接，全长19.7公里，双向6车道，设计时速为100公里/时，项目投资估算约18.036亿元人民币，2011年5月1日开工建设，2013年12月31日至更合西段通车。配合深羅高速公路高村至新興段於2015年12月通車，西延段四期已全線通車。

### 高明－恩平段
广台高速公路佛山高明—江门恩平段即高恩高速公路，起点位于佛山市高明区更合镇高村，与江罗高速公路和广明高速公路对接，终点位于江门市恩平市沙湖镇，与开阳高速公路对接，全长42.8公里，其中高村 - 稔村东段时速为100公里/小时，余下路段为120公里/小时。采用双向六车道高速标准，总投资为47亿元，已于2019年4月3日通车。

### 开平－台山段
广台高速公路江门开平—江门台山段目前正在规划中。线路起点设于开平市百合镇西侧罗汉山互通连接中阳高速公路，自北往南经过开平市百合镇、蚬冈镇、金鸡镇、赤水镇和台山市深井镇、汶村镇，线路终点处与西部沿海高速相交后设平交与国道G228相接，线路全长约53.39公里。设置罗汉山、蚬冈、金鸡、那扶、深井、高洞、五乡7处互通立交，预留高咀互通1处；设置林溪服务区。

## 互通枢纽及服务设施
| 地区                                                                                         | 里程 | 类型                              | 名称           | 连接                                           | 说明                                                     |
| 路段                                                                                         | 路段 | 路段                              | 路段           | 路段                                           | 路段                                                     |
| -------------------------------------------------------------------------------------------- | ---- | --------------------------------- | -------------- | ---------------------------------------------- | -------------------------------------------------------- |
| 广州市 番禺区                                                                                |      | 枢纽                              | 化龙           | 广州东二环高速公路 广珠北线高速公路 新化快速路 | 广州-高明段起点 各互通匝道全面建成通车                   |
| 广州市 番禺区                                                                                |      | 出入口                            | 金山大道东     | 金山大道东 华创大道 金市路                     |                                                          |
| 广州市 番禺区                                                                                |      | 枢纽                              | 七星岗         | 南沙港快速路                                   |                                                          |
| 广州市 番禺区                                                                                |      | 出入口                            | 隔岗           | 新光快速路 金山大道西 番禺大道北               | 经金山大道西 至 市广路 仅西行                            |
| 广州市 番禺区                                                                                |      | 出入口                            | 大夫山         | 广珠公路 304县道 钟屏岔道 873乡道 M36乡道      | 广州南站 仅西行                                          |
| 广州市 番禺区                                                                                |      | 枢纽                              | 屏山           | 东新高速公路                                   |                                                          |
| 广州市 番禺区                                                                                |      | 停车场 · 加油设施 · 修车站 · 餐厅 | 金山服务区     | 金山服务区                                     |                                                          |
| 佛山市 顺德区                                                                                |      | 枢纽                              | 吴家围         | 广珠西线高速公路                               |                                                          |
| 佛山市 顺德区                                                                                |      | 出入口 · 主线收费站               | 仙涌           | 文登路 花卉大道                                | 以东为收费路段                                           |
| 并行路段                                                                                     |      |                                   |                |                                                |                                                          |
| 佛山市 顺德区                                                                                |      | 枢纽                              | 陈村 佛陈路    | 佛江高速公路 佛陈路                            | 原 西环共线段开始                                        |
| 佛山市 顺德区                                                                                |      | 出入口                            | 林上路         | 林上路                                         |                                                          |
| 佛山市 顺德区                                                                                |      | 枢纽                              | 北滘           | 佛江高速公路 三乐路                            | 暂不可通往高速                                           |
| 路段                                                                                         |      |                                   |                |                                                |                                                          |
| 佛山市 顺德区                                                                                |      | 出入口                            | 大罗           | 乐龙路                                         |                                                          |
| 佛山市 顺德区                                                                                |      | 出入口                            | 新桂路         | 佛山大道 新桂路                                | 佛山大道为 旧线                                          |
| 佛山市 顺德区                                                                                |      | 出入口                            | 环镇西         | 环镇西路                                       |                                                          |
| 佛山市 禅城区                                                                                |      | 枢纽                              | 吉利           | 佛开高速公路                                   |                                                          |
| 佛山市 禅城区                                                                                |      | 出入口                            | 樵乐路         | 吉利大道 （樵乐路）                            |                                                          |
| 佛山市 禅城区                                                                                |      | 出入口                            | 南庄           | 南庄大道                                       |                                                          |
| 佛山市 禅城区                                                                                |      | 枢纽                              | 罗格           | 佛清从高速公路 魁奇路                          | 原 西环共线结束                                          |
| 佛山市 禅城区                                                                                |      | 主线收费站                        | 罗格主线收费站 | 罗格主线收费站                                 | 以西为收费路段                                           |
| 佛山市 南海区                                                                                |      | 出入口                            | 下安           | 樵金中路                                       |                                                          |
| 佛山市 南海区                                                                                |      | 出入口                            | 西樵           | 樵丹北路                                       |                                                          |
| 并行路段                                                                                     |      |                                   |                |                                                |                                                          |
| 佛山市 南海区                                                                                |      | (33)                              | 大岗           | 广州西二环高速公路                             |                                                          |
| 佛山市 三水区                                                                                |      | (35)                              | 金白           | 金白公路                                       | 西行                                                     |
| 佛山市 高明区                                                                                |      | (42)                              | 荷城           | 荷富路                                         |                                                          |
| 佛山市 高明区                                                                                |      | 停车场 · 加油设施 · 修车站 · 餐厅 | 松岗服务区     | 松岗服务区                                     |                                                          |
| 佛山市 高明区                                                                                |      | (49)                              | 沧江           | 杨西大道北 498县道 010乡道 595乡道             |                                                          |
| 佛山市 高明区                                                                                |      | (68)                              | 潭塱           | 江肇高速公路                                   | 终点                                                     |
| 路段                                                                                         |      |                                   |                |                                                |                                                          |
| 佛山市 高明区                                                                                |      | (76)                              | 明城           | 肇江公路                                       |                                                          |
| 佛山市 高明区                                                                                |      | (91)                              | 更合东         | 高铜线                                         |                                                          |
| 佛山市 高明区                                                                                |      | 隧道                              | 小洞隧道       | 小洞隧道                                       |                                                          |
| 佛山市 高明区                                                                                |      | 停车场 · 飲料小吃                 | 更合停车区     | 更合停车区                                     |                                                          |
| 佛山市 高明区                                                                                |      | (103)                             | 更合西         | 合和大道 505乡道                               |                                                          |
| 佛山市 高明区                                                                                |      | (107)                             | 高村           | 江罗高速公路                                   | 广州-高明段终点 高明-恩平段起点                          |
| 江门市 开平市                                                                                |      | 出入口                            | 稔村东         | 274省道                                        | 位于开平市与云浮新兴县交界                               |
| 江门市 开平市                                                                                |      | (157)                             | 龙胜           | 274省道                                        |                                                          |
| 江门市 开平市                                                                                |      | 停车场 · 加油设施 · 修车站 · 餐厅 | 龙胜服务区     | 龙胜服务区                                     |                                                          |
| 江门市 开平市                                                                                |      | 出入口                            | 马冈           | 561县道                                        |                                                          |
| 江门市 恩平市                                                                                |      | 出入口                            | 沙湖东         | 558县道                                        |                                                          |
| 江门市 恩平市                                                                                |      | 枢纽                              | 凤山           | 开阳高速公路                                   |                                                          |
| 江门市 开平市                                                                                |      | 枢纽                              | 罗汉山         | 开春高速公路 中开高速公路                      | 高明-恩平段终点 开平-台山段规划                          |
| 江门市 开平市                                                                                |      | 出入口                            | 蚬冈           | 蚬冈                                           |                                                          |
| 江门市 开平市                                                                                |      | 出入口                            | 金鸡           | 金鸡                                           |                                                          |
| 江门市 开平市                                                                                |      | 枢纽                              | 高咀           | 斗恩高速公路                                   | 预留互通                                                 |
| 江门市 开平市                                                                                |      | 出入口                            | 那扶           | 那扶                                           | 那扶墟在行政區劃上屬於台山市，但互通立交位于位于开平境内 |
| 江门市 台山市                                                                                |      | 出入口                            | 深井           | 深井                                           |                                                          |
| 江门市 台山市                                                                                |      | 出入口                            | 高洞           | 高洞                                           |                                                          |
| 江门市 台山市                                                                                |      | 停车场 · 加油设施 · 修车站 · 餐厅 | 林溪服务区     | 林溪服务区                                     |                                                          |
| 江门市 台山市                                                                                |      | 枢纽                              | 五乡           | 西部沿海高速公路                               |                                                          |
| 1.000 英里 = 1.609 千米；1.000 千米 = 0.621 英里 并行路段 • 已关闭／取消 • 限制进入 • 未开放 |      |                                   |                |                                                |                                                          |

## 爭議

### 天量罰單
有网友反映，称自己在广台高速公路43公里200米处（江门市方向和佛山市高明区、云浮市新兴方向的岔路口）因为转道压到实线“吃”到罚单，在缴纳罚单时，发现交款系统显示已有超过62万人在此违章。此言論引起了廣大車主的共鳴，一致認為該岔路口交通标识不合理，衔接岔路口的白色实线长度较短，不少车辆行驶向左边车道时，容易出现视觉上的误差，压到右边的白色实线。有微博用户发布一段无人机拍摄的视频显示，在广台高速公路43公里岔口处因为转道压到实线被罚，3分钟内共有27辆车压线违章。
針對网友对其质疑车道设置不合理的回复。佛山市公安局答复如下：「广台高速公路43公里路段的标志标线，经过验收合格后投入使用，路经司机应当知晓该路段上述交通信号的含义，且有足够的时间、距离看见上述交通信号，并应当遵循交通信号指示安全行驶。驾驶人驾车在道路上行驶，必须观察途经路段的交通标志，该路段出口前方2公里、800米都有道路行驶方向指示牌，需要从该路段变道的驾驶人，应提前选择行驶方向。如将虚线延长，车辆就可以变道，容易引发事故」。然而网友由於其岔路口的高违章率，質疑該設計的合理性。也有網友反映在媒体曝光后，相关软件已不再显示罚款人数。
针对此岔路口「天量」罚单一事，广东省相关部门已派出工作组赴现场调查。佛山公安交警部门2021年4月12日晚间发布官方通报称，业主单位即日起对该路段标志标线集中进行优化改进，包括增划虚线、增设提示标志、解除货车靠右行驶管制措施等。最終在佛山公安交警部门的协调下，该处现有的实线右侧已增划了虚线，右侧车辆在确保安全的情况下可以变道行驶。此外还进一步明晰了路面指引。